# Café Moskau
Le Café Moskau (en réalité Restaurant Moskau) est un bâtiment classé de la Karl-Marx-Allee, 34, à l'angle de la Schillingstrasse dans le quartier berlinois de Mitte en face du Kino International.
À l'époque de la République démocratique allemande (RDA), il consistait en un Nationalitätenrestaurant (de) (restaurant des nationalités), c'était un lieu de rencontre populaire (les Nationalitätenrestaurant (de) présentaient des plats sélectionnés de différents peuples de l'Union soviétique). Le bâtiment est classé monument historique après 1990.

## Histoire

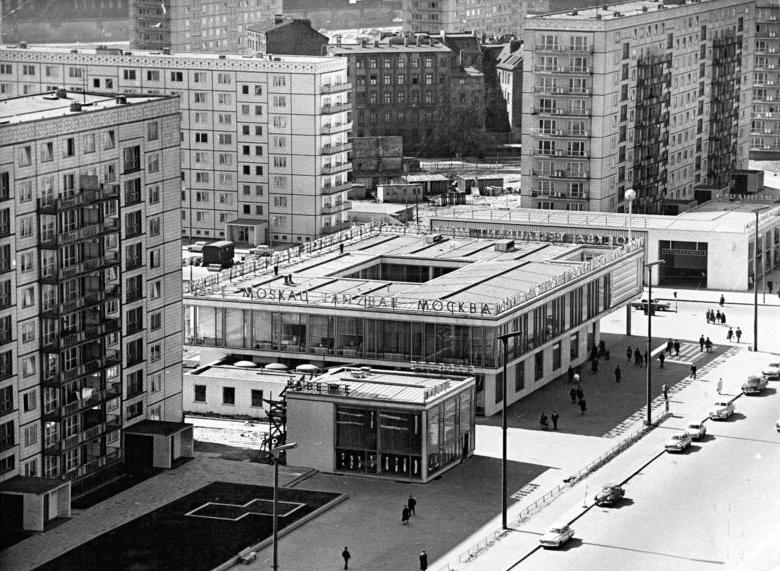
Vue d'ensemble, 1964.

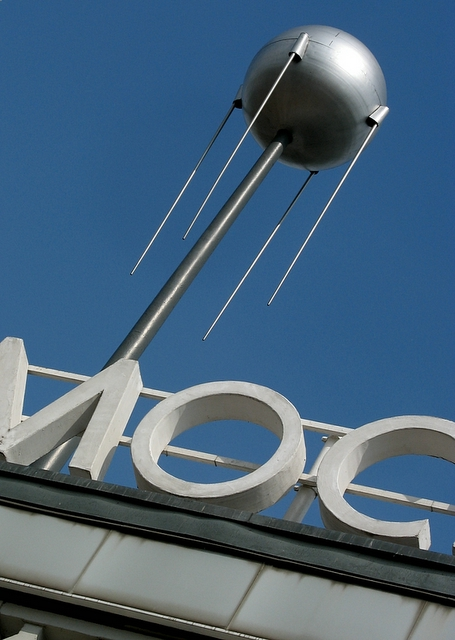
Maquette du Spoutnik sur le sommet de l'établissement.

Le Restaurant Moskau est créé en 1959 par un collectif d'architectes de sept membres sous Josef Kaiser et Horst Bauer en tant que Nationalitätenrestaurant planifié et construit de 1961 à 1964. Au cours de ces années, le magistrat de Berlin-Est fait construire des restaurants conçus pour célébrer l'amitié entre pays frères. Il y eut finalement les Restaurant Warschau, Restaurant Prag, Restaurant Budapest et Restaurant Bukarest. L'exploitant de toutes ces installations de restauration était la Handelsorganisation (HO) (littéralement : Organisation professionnelle).
La plupart de ces restaurants ont continué à être exploités par d'anciens employés pendant une courte période après la fermeture du HO, mais ont dû bientôt fermer en raison de problèmes financiers et d'approvisionnement. Par l'intermédiaire de la société THG, les biens immobiliers ont été acquis par de nouveaux propriétaires.
- la Commerzbank a acquis le Restaurant Budapest et l'a transformé en succursale dans ce qui était alors le quartier de Friedrichshain.
- Le Restaurant Warschau a été transformé en musée des jeux informatiques.
- le Restaurant Kiew à Lichtenberg est devenu une épicerie discount ; il a été démoli vers 2005 et remplacé par des bâtiments résidentiels.
- Le Restaurant Bukarest est devenu la propriété d'une chaîne de steak house sous le nom de BLOCK House.
- Le Restaurant Prag de la Leipziger Strasse a dû fermer.

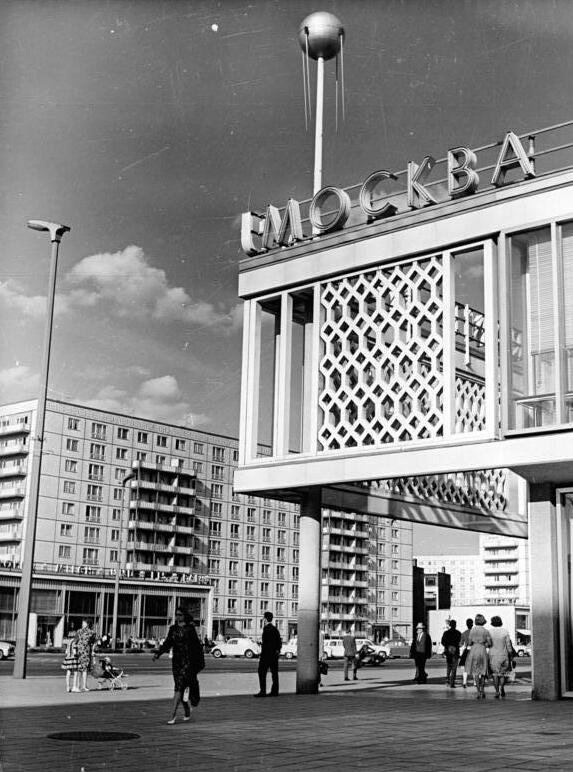
Vue partielle, 1967.